# 新·安琪莉可
《新·安琪莉可》（日语：ネオ アンジェリーク）是一款日本女性向恋爱冒险游戏，由KOEI公司製作，由羅海里擔任角色設計。
本作是新羅曼史系列中安琪莉可系列的第五部作品，但故事及人物與前四部作品皆沒有直接關係。
與前四代的安琪莉可系列的遊戲以育成為主不同，本作為冒險遊戲，需要經過戰鬥引發事件。

## 故事大綱
舞台是近向變動時代的「阿爾卡笛亞」，過去被稱為理想城的這個世界，卻遭到一種稱為「桑納托斯」的魔物所入侵，現在城裡的居然剩下的只有不安而已。主角是晶石獵人的一員，與同伴一同接受關於桑納托斯有關的委託，與之戰鬥並將之淨化，幫助有困難的人們。
遊戲過程是要玩家選擇一位同伴共同解決不同的委託，完成委託可以同時增加幸福度及角色好感度，幸福度達到一定的數值之後才能引發主線劇情事件令故事延續下去。
玩家與每個同伴都有四個「戀愛階段」，想要和同伴迎向戀愛結局的話，必須與該角色達到第四戀愛階段。在處理委託的過程中，玩家可收集與攻略角色有關的「話題」，到角色的房間與角色進行賽果對話，只要能夠將關於角色事件的話題連成一列，便可進入下一個戀愛階段。

## 登場角色

### 主要角色
安琪莉可（Angelique，聲：遠藤綾（动画·广播剧CD））
16歲。身高166cm。
主角，即玩家。美爾羅茲女學院的學生，非常普通的少女。雖然因桑納托斯而失去雙親，但是卻不因此而悲傷喪志。某天被尼克斯告知自己具有淨化桑納托斯的力量，並被邀請一起與之對戰，成為晶石獵人的一員。主角於是離開了學校，和四位同伴一起在「向陽邸」 生活，並接受人們的委託，四處解決與桑納托斯有關的事件。因為是首位擁有淨化桑納托斯力量女性，因而被財團盯上。在遊戲裡名字可由玩家自行轉換。
萊恩（Rayne，聲：高橋廣樹）
18歲。2月14日出生。水瓶座。A型。身高181cm。
天才少年，資深的研究者，晶石獵人的一員。並非天生便擁有淨化桑納托斯的力量。講話有摻入英文單字的習慣。以槍械作為武器。喜歡安琪莉可
尼克斯（Nyx，聲：大川透／小時候：平田宏美（動畫））
26歲。9月21日出生。處女座。B型。身高179cm。
高貴有氣質的成年男性。是一位慈善家，同時亦是晶石獵人。因為得知主角具有淨化能力，於是游說主角加入晶石獵人之列。是晶石獵人活動據點──「陽默邸」的主人。作為慈善家在附近亦是一位有名人士。以鞭子作為武器。
傑德（J.D.，聲：小野坂昌也）
20歲。8月1日出生。獅子座。AB型。身高195cm。
心地純粹和善的青年。晶石獵人的一員。在阿爾卡笛亞中為了別人的笑容而四處旅行，遇上主角後成為同伴。那份純粹而單純的溫柔的心，有時也會招來女性的誤會。專長是製作點心。以雙拐作為武器。
修格（Hyuga，聲：小野大輔）
22歲。11月15日出生。天蝎座。O型。身高186cm。
寡言的前任騎士。晶石獵人的一員。出身地是遠離阿爾卡笛亞的東方。自幼便被發現具有淨化能力，於是加入了位於阿爾卡笛亞的銀樹騎士團。如今已退出教團，為了擊退桑納托斯四處旅行，遇上主角後成為了同伴。喜歡的東西是紫羅蘭酒。以長槍作為武器。
盧涅（Rene，聲：山口勝平／小時候：高森奈緒（動畫））
15歲。10月6日出生。天秤座。AB型。身高165cm。
一位神秘的少年，真正的身分是瑟雷斯堤亞的教團長。滿足某種條件後便會出現在聖都裡的銀花之苑。有時會像同齡的人一樣捉弄主角，偶爾卻會露出落寞的表情。
貝爾納（Bernard，聲：平川大輔）
30歲。4月17日出生。白羊座。O型。身高182cm。
明亮開朗的新聞記者。是阿爾卡笛亞的首都中，在名為「沃頓時報」的報館工作的記者。在主角們處理委託的時候提出了採訪的要求，因而與晶石獵人有了交流。

### 其他角色
艾爾文（Eruvin，聲：青木沙耶香（動畫））
被主角於美爾羅茲女學院裡拾到並飼養的貓，有一身罕見的美麗銀色毛髮。
謎之聲音（聲：中村俊洋）
主角夢中出現的謎之聲音，會指示主角該如何行動。
悠爾格（Yorugo，聲：岩崎征實）
萊恩的親生哥哥，財團的理事。為了財團的力量和名利因而想要得到主角的力量。有時甚至不惜不擇手段。
迪翁（Dion，聲：中村俊洋）
擁有銀樹騎士團中最高地位的「聖騎士」的名銜。是修格在銀樹騎士時代的朋友，時常關心著已退出教團的修格。
漢娜（Hanna，聲：（遊戲）／小林希唯（動畫））
主角的好友。溫順靈巧的女生。住在美爾羅茲女學院的宿舍。
莎莉（Sally，聲：齋藤惠理（遊戲）／樹元織江（動畫））
主角的另一位朋友。活潑開朗的少女。住在美爾羅茲女學院的宿舍。

## 電視動畫
從2008年4月6日開始至6月29日以《新・安琪莉可 Abyss》為標題在日本TXN播放。第二季《新・安琪莉可 Abyss -Second Age-》在同年7月6日至9月28日接著播出。

### 製作人員
- 原作 - KOEI
- 角色設定 - 由羅海里
- 漫畫原作 - 梶山美香
- 監修 -
- 企劃 - 真保安一郎、市川陽子、中村直樹、伊藤善之、吉田博昭
- 系列構成 - 山田由香
- 動畫人物設定 - 藤岡真紀
- 總作畫監督 - 藤岡真紀、
- 美術監督 - 柴田千佳子
- 色彩設計 - 有尾由紀子
- 攝影監督 - 松崎信也
- 編輯 - 西山茂
- 音響監督 - 菊田浩巳
- 音響效果 - 森川永子
- 錄音 - 椎原操志
- 音樂 - 七瀨光
- 音樂製作人 - 櫻井優香、伊藤涼
- 音樂協力 - 東京電視台音樂
- 企劃協力 - 松下、福場一義、八田紳作、上窪弘晃
- 製作人 - 妹尾亘、堀切伸二、熊谷拓登、山口總
- 監督 - 片貝慎
- 音樂製作 - Lantis
- 動畫製作 -
- 製作 - Neo Angelique製作委員會（Pony Canyon、TYO、Lantis、AT-X）

### 主題曲

#### 第一季
片頭曲「JOY TO THE WORLD」
歌 - 晶石獵人4（高橋廣樹、大川透、小野坂昌也、小野大輔）
作詞 -  / 作曲 - 飯塚昌明 / 編曲 - 飯塚昌明
片尾曲「愛的小傘」
歌 - 手越增田
作詞 - zopp / 作曲 - 伊藤心太郎 / 編曲 - h-wonder

#### 第二季
片頭曲「SILENT DESTINY」
歌 - 晶石獵人4（高橋廣樹、大川透、小野坂昌也、小野大輔）
作詞 -  / 作曲 - 飯塚昌明 / 編曲 - 飯塚昌明
片尾曲「單戀的小戀愛」
歌 - 手越增田
作詞 - zopp / 作曲 - 北野正人 / 編曲 - 大坪直樹
插入曲「Eternal Green 〜名為你的永遠」（最終話）
歌 - 晶石獵人4（高橋廣樹、大川透、小野坂昌也、小野大輔）
作詞 -  / 作曲 - 田村信二 / 編曲 - 百石元

### 各集標題

#### 第一季
| 集數     | 日文標題 | 中文標題翻譯     | 劇本       | 分鏡     | 演出            | 作畫監督          |
| -------- | -------- | ---------------- | ---------- | -------- | --------------- | ----------------- |
| phase.01 |          | 奇蹟的少女       | 山田由香   | 片貝慎   | 榎本守          | 手島典子          |
| phase.02 |          | 在桌子底下       | 山田由香   | 橫田和   | 福多潤          | 松浦美 野田       |
| phase.03 |          | 銀色的騎士       | 藤咲       | 井硲清高 | 津田義三        | 川口弘明          |
| phase.04 |          | 黑之襲擊         | 山下憲一   | 鶴山修   | 井硲清高        | 氏亞透            |
| phase.05 |          | 決心的旅途       | 大知慶一郎 | 金崎貴臣 | 齋藤德明        | 兒玉亮            |
| phase.06 |          | 參拜聖都         | 加藤陽一   | 松浦錠平 | 松浦錠平        | 曾我篤史          |
| phase.07 |          | 幸福的種子       | 藤咲       | 岡佳廣   | 長尾肅          | 井上善勝          |
| phase.08 |          | 惡運的徵兆       | 山下憲一   | 加瀨充子 | 室谷靖          | 德田夢之介        |
| phase.09 |          | 沃頓的假日       | 大知慶一郎 | 井硲清高 | 岸川寬良        | 飯飼一幸 鳥山冬美 |
| phase.10 |          | 時之輪舞曲       | 加藤陽一   | 細田雅弘 | 福多潤 高橋英俊 | 松浦里美 高乘陽子 |
| phase.11 |          | 烏雲             | 藤咲       | 齋藤德明 | 齋藤德明        | 兒玉亮            |
| phase.12 |          | 被囚禁的安琪莉可 | 山下憲一   | 長尾肅   | 長尾肅          | 井上義勝          |
| phase.13 |          | 歸回、然後…      | 山田由香   | 片貝慎   | 井硲清高        | 手島典子          |

#### 第二季
| 集數   | 日文標題 | 中文標題翻譯       | 劇本       | 分鏡            | 演出            | 作畫監督                  |
| ------ | -------- | ------------------ | ---------- | --------------- | --------------- | ------------------------- |
| act.01 |          | 失去之光           | 山田由香   | 堀之內元        | 水本葉月        | 德田夢之介                |
| act.02 |          | 邂逅的旋律         | 大知慶一郎 | 志水淳兒        | 富田剛司        | 幾智                      |
| act.03 |          | 持劍               | 加藤陽一   | 福多潤          | 福多潤 高橋英俊 | 松浦里美 野田             |
| act.04 |          | 夢魂之塔           | 藤咲       | 柳瀨雄之        | 柳瀨雄之        | 仲田瑠美                  |
| act.05 |          | 我的小安琪         | 山下憲一   | 川島宏          | 布施康之        | 兒玉亮                    |
| act.06 |          | 神聖的反叛         | 大知慶一朗 | 長尾肅          | 長尾肅          | 井上義勝                  |
| act.07 |          | 真實的一夜         | 加藤陽一   | 三原武憲        | 井硲清高        | 西村理惠                  |
| act.08 |          | 少年們的覺悟       | 藤咲       | 岩月貴          | 石川敏浩        | 今里佳子、岡崎洋美 焰萌子 |
| act.09 |          | 雪原的終點         | 山下憲一   | 細田雅弘 片貝慎 | 福多潤 高橋英俊 | 松浦里美、桂正三 村司晃英 |
| act.10 |          | 贖罪               | 大知慶一郎 | 長尾肅          | 長尾肅          | 井上義勝 渡邊奈月         |
| act.11 |          | 在瑟列斯堤薩牡沉眠 | 加藤陽一   | 川島宏          | 布施康之        | 兒玉亮                    |
| act.12 |          | 往天空…            | 山田由香   | 山本三輪子      | 岩田義彥        | 飯飼一幸                  |
| act.13 |          | 永遠的阿爾卡笛亞   | 山田由香   | 井硲清高 片貝慎 | 井硲清高        | 手島典子 西村理惠         |

## 網路廣播節目
「新・安琪莉可 Abyss 〜歡迎來到陽默邸〜」（ネオ アンジェリーク Abyss 〜陽だまり邸へようこそ〜）
- 電台主播：小野大輔（修格）、平川大輔（貝爾納）
- 配信網站：Lantis Web Radio
- 配信期間：2008年3月21日 - 10月17日

### 主題曲
片頭曲「SUNSHINE PARTY」
歌 - *HB*（小野大輔、平川大輔）
作詞 -  / 作曲 - 山口朗彥 / 編曲 - 山口朗彥
片尾曲「PROUD YOU」
歌 - *HB*（小野大輔、平川大輔）
作詞 -  / 作曲 - 和田耕平 / 編曲 - 松井望

### 客串
- 第5回：高橋廣樹（萊恩）
- 第10回：小野坂昌也（傑德）
- 第13回：大川透（尼克斯）

## 相關商品

### 書籍

#### 漫畫
- 《新・安琪莉可》

著：梶山美香、角川書店「月刊Asuka」連載、Asuka Comics DX
1. （日語）ISBN 978-4-04-853982-5
2. （日語）ISBN 978-4-04-854071-1
3. （日語）ISBN 978-4-04-854112-1
4. （日語）ISBN 978-4-04-854140-4
5. （日語）ISBN 978-4-04-854231-9

#### 小說
著：、畫：梶山美香、GAMECITY文庫
1. （日語）新‧安琪莉可 （1） 女王之翼　ISBN 978-4-7758-0661-6
2. （日語）新‧安琪莉可 （2） 崩壞的序曲　ISBN 978-4-7758-0662-3
3. （日語）新‧安琪莉可 （3） 天使的選擇　ISBN 978-4-7758-0663-0

#### 攻略本及其他
- （日語）新・安琪莉可 官方攻略本　ISBN 978-4-7758-0414-8
- （日語）新・安琪莉可 完全攻略本 上　ISBN 978-4-7758-0431-5
- （日語）新・安琪莉可 完全攻略本 下　ISBN 978-4-7758-0441-4
- （日語）漫畫 新・安琪莉可 嘉年華 1 - 3
- （日語）新・安琪莉可 紀念本
- （日語）新・安琪莉可 Special 完全攻略本　ISBN 978-4-7758-0698-2

### CD

#### 遊戲相關
廣播劇
- 新・安琪莉可 ～Silent Doll〜

- 發售日期：2006年3月29日
- 曲目：

1. 序曲
2. 委託發生
3. 插曲1／第一個夜晚～傑德案件～
4. 謎之少年
5. 插曲2／第二個夜晚～修格案件～
6. 幻覺
7. 插曲3／第三個夜晚～萊恩案件～
8. 對峙
9. 插曲4／最後的夜晚～尼克斯案件～
10. 被向陽擁抱
11. 終曲
12. 瘋狂的節奏（短版本）
13. 沉睡之森的盡頭

綜合
- 新・安琪莉可 ～Romantic Gift〜

- 發售日期：2007年2月28日

人物歌曲
- 新・安琪莉可 ～My First Lady～

- 發售日期：2006年5月24日
- 曲目：

1. 瘋狂的節奏　歌：萊恩（高橋廣樹）
2. 沉睡之森的盡頭　歌：尼克斯（大川透）
3. 甜點的魔法　歌：傑德（小野坂昌也）
4. 紫紺之火道　歌：修格（小野大輔）
5. 憂傷之城　歌：盧涅（山口勝平）
6. 愉快的約會　歌：貝爾納（平川大輔）
7. 珍藏明日　歌：萊恩、尼克斯、傑德、修格、盧涅、貝爾納
8. 只屬於我的天使　語：萊恩（高橋廣樹）
9. 在打開門扉的瞬間　語：尼克斯（大川透）
10. 灣邊的誓言　語：傑德（小野坂昌也）
11. 給最愛的妳　語：修格（小野大輔）
12. 妳所給予的羽翼　語：盧涅（山口勝平）
13. 兩人紡織的故事　語：貝爾納（平川大輔）

- 新・安琪莉可 ～sincerely〜

- 發售日期：2008年3月19日

- 新・安琪莉可 Special 軌跡 〜the brilliant days
- 新・安琪莉可 Special 〜gold note〜
- 新・安琪莉可 Special 〜silver tone〜
- 新・安琪莉可 Special 〜platinum harmony〜

迷你專輯
- 新・安琪莉可 ～黃昏的騎士～

- 發售日期：2007年12月19日

- 新・安琪莉可 ～拂曉的天使～

- 發售日期：2008年2月6日

遊戲原聲音樂
- 新・安琪莉可 ～Sunshine Melody～

- 發售日期：2006年12月6日

#### 動畫相關
廣播歌曲
- Radio 新・安琪莉可 Abyss 〜歡迎來到陽默邸〜 主題曲 「SUNSHINE PARTY」
- Radio 新・安琪莉可 Abyss 〜歡迎來到陽默邸〜 Radio CD Vol.1「First Gift」
- Radio 新・安琪莉可 Abyss 〜歡迎來到陽默邸〜 Radio CD Vol.2「Second Gift」

人物歌曲
- 新・安琪莉可 Abyss CHARACTER SONGS SCENE 01 萊恩・艾廉彿利特
- 新・安琪莉可 Abyss CHARACTER SONGS SCENE 02 貝爾納・羅舒
- 新・安琪莉可 Abyss CHARACTER SONGS SCENE 03 傑德・傑特
- 新・安琪莉可 Abyss CHARACTER SONGS SCENE 04 盧涅・瑪提亞斯
- 新・安琪莉可 Abyss CHARACTER SONGS SCENE 05 尼克斯・修格
- 新・安琪莉可 Abyss Character Songs Best Album

原聲音樂
- 新・安琪莉可 Abyss -Second Age- 原聲音樂集「Symphong Abyss」

綜合
- 新・安琪莉可 Abyss 綜合CD Vol.1 阿爾卡笛亞樂園
- 新・安琪莉可 Abyss 綜合CD Vol.2 阿爾卡笛亞樂園2

## 關連項目
- 新羅曼史系列
  - 安琪莉可系列
  - 遙遠時空系列
  - 金色琴弦系列

## 外部連結
- （中文）新・安琪莉可 Neo Romance官方網頁
- （日語）新・安琪莉可 Neo Romance官方網頁 （页面存档备份，存于）
- （日語）新・安琪莉可 Special版 Neo Romance官方網頁 （页面存档备份，存于）
- （日語）新・安琪莉可 Abyss Neo Romance官方網頁
- （日語）新・安琪莉可 Abyss 東京電視台官方網頁 （页面存档备份，存于）
- （日語）Lantis 網路廣播節目：新・安琪莉可 Abyss 〜歡迎來到陽默邸〜